# Potokî, Nemîriv
Potokî (în ucraineană Потоки) este un sat în comuna Kovalivka din raionul Nemîriv, regiunea Vinnița, Ucraina.

## Demografie
Componența lingvistică a localității Potokî
     Ucraineană (100%)
Conform recensământului din 2001, toată populația localității Potokî era vorbitoare de ucraineană (100%).